# Campionat de Catalunya de ral·lis
El Campionat de Catalunya de ral·lis, abreujat CCR, és la màxima competició d'aquesta modalitat que es disputa a Catalunya. Organitzat per la Federació Catalana d'Automobilisme (FCA) anualment des de 1957, el campionat inclou ral·lis celebrats en diferents indrets del país (al llarg de la seva història, han format part del campionat curses tan emblemàtiques com ara el Ral·li Costa Brava, el Ral·li 2.000 Viratges, el Critèrium Montseny-Guilleries o el Ral·li Osona).
Conegut inicialment com a Campionat de Catalunya d'automobilisme, el campionat ha anat evolucionant amb els anys: primer només hi havia títol de pilots, després s'instaurà el de copilots i més tard el femení; actualment se'n celebren dues grans variants: el Campionat de Catalunya de ral·lis d'asfalt i el de ral·lis de terra.

## Palmarès
Font:
A 5 de desembre de 2016
| Any                      | Pilot                 | Copilot           | Terra              | Femení      |
| ------------------------ | --------------------- | ----------------- | ------------------ | ----------- |
| 1957                     | Xavier Sanglas        | -                 | -                  | -           |
| 1958                     | Francesc Xavier Anet  | -                 | -                  | -           |
| 1959                     | Guillem Bas Milano    | -                 | -                  | -           |
| 1960                     | Víctor Sagi           | -                 | -                  | -           |
| 1961                     | Joan Fernández        | -                 | -                  | -           |
| 1962                     | Ignasi Baixeras       | -                 | -                  | -           |
| 1963                     | Jaume Juncosa         | -                 | -                  | -           |
| 1964                     | Jaume Juncosa Runner  | -                 | -                  | -           |
| 1965                     | Jaume Juncosa Runner  | -                 | -                  | -           |
| 1966                     | Joan Fernández        | -                 | -                  | -           |
| 1967                     | Joan Fernández        | -                 | -                  | -           |
| 1968                     | Manuel Juncosa        | -                 | -                  | -           |
| 1969                     | Manuel Juncosa        | -                 | -                  | Núria Viñas |
| 1970                     | Manuel Juncosa        | -                 | -                  | -           |
| 1971                     | Salvador Bohigas      | -                 | -                  | Núria Viñas |
| 1972                     | Josep Buixeda         | -                 | -                  | -           |
| 1973                     | Ramon Serra           | Jordi Chi         | -                  | Núria Viñas |
| 1974                     | Jorge Cid             | Fernando Lecina   | -                  | Núria Viñas |
| 1975                     | Josep Maria Fernández | Alfred Cortel     | -                  | Núria Viñas |
| 1976                     | Josep Maria Fernández | ?                 | -                  | -           |
| 1977                     | Claudi Caba           | ?                 | -                  | -           |
| 1978                     | Joan Franquesa        | Víctor Sabater    | -                  | -           |
| 1979                     | Octavi Candela        | Víctor Sabater    | -                  | -           |
| 1980                     | Joan Bayó             | Roser Papasseit   | -                  | -           |
| 1981                     | Carles Santacreu      | Sigfrid Correal   | -                  | -           |
| 1982                     | Ignasi Roger          | ?                 | -                  | -           |
| 1983                     | Jaume Pons            | Josep Autet       | -                  | Antoni Rius |
| 1984                     | Josep Bassas          | Maria Pilar Mas   | ?                  | -           |
| 1985                     | Mingo                 | Antonio Rodríguez | ?                  | -           |
| 1986                     | Mia Bardolet          | Pilar Compte      | Josep Maria Servià | -           |
| 1987                     | Mia Bardolet          | Pilar Compte      | ?                  | Pilar Mas   |
| 1988                     | Francesc Ambudio      | ?                 | ?                  | -           |
| 1989                     | Enric Xargay          | Eduard Andueza    | Pere Camprubí      | -           |
| 1990                     | Josep Alsina          | ?                 | ?                  | -           |
| 1991 - 1993: Sense dades |                       |                   |                    |             |
| 1993                     | Jordi Ventura         | ?                 | ?                  | -           |
| 1994                     | Enric Xargay          | ?                 | ?                  | -           |
| 1995 - 2003: Sense dades |                       |                   |                    |             |
| 2004                     | Josep Maria Membrado  | ?                 | ?                  | -           |
| 2005 - 2016: Sense dades |                       |                   |                    |             |

1. ↑  Segons la Gran Enciclopèdia Catalana, el campió d'aquell any fou Joan Fernández.[3]